# Sam Bokolombe
 Sam Bokolombe Batuli  (né à Budjala le 25 juillet en 1957) est un homme politique de la République démocratique du Congo et député national, élu de la circonscription de Basankusu dans la province de l'Équateur,,,.

## Biographie
Sam Bokolombe Batuli est né à Budjala le 25 juillet 1957, élu député national dans la circonscription électorale de Basankusu dans la province de l' Équateur.